# Catalina Notaras
Catalina Notaras (principios del siglo XV? - c. 1444) es un personaje histórico del que se tiene muy poca información. Probablemente nació a comienzos del siglo XV, y murió alrededor de 1444.

## Biografía
Perteneció a la importante familia de los Notaras de Constantinopla, de los cuales el representante más importante fue Lucas Notaras, megaduque del imperio bizantino.
Catalina es recordada por haberse casado en 1443 con el déspota de Morea Constantino Paleólogo, futuro emperador bizantino Constantino XI. Probablemente murió al año siguiente, dejando al déspota viudo por tercera vez.